# Soul Jazz Records
Pour le genre musical, voir Soul jazz.
Soul Jazz Records est un label discographique britannique, basé au 7 Broadwick Street, Soho, à Londres, en Angleterre. 

## Histoire
Le label commence ses activités dans les années 1990, en publiant des compilations musicales essentiellement liées à la musique noire, avec un large éventail de styles allant du reggae au jazz en passant par le  dub, le funk, la musique soul et le rocksteady. Il a depuis élargi son champ d'activité et a édité des compilations de post-punk (en particulier les trois volumes de la compilation New York Noise, dédiés à la no wave new-yorkaise), d'electronica et de world music, un grand nombre d'albums studio et de singles, ainsi que des livres dédiés à des genres musicaux divers.
Soul Jazz a conclu un partenariat avec le grand label jamaïcain Studio One, ce qui lui a permis de sortir de nombreuses compilations de vieux titres emblématiques de la musique jamaïcaine. Universal Sound est un de ses sous-labels.
Le label est également propriétaire du club londonien 100 % Dynamite situé sur l'avenue Brick Lane, qui a rouvert ses portes fin 2008 après une interruption de deux ans.

## Discographie (incomplète)
- SJR22 : Brasil
- SJR27 : Universal Sounds of America
- SJR29 : Nu Yorica!
- SJR32 :  Chris Bowden - Time Capsule
- SJR34 : Faith
- SJR36 : Nu Yorica 2!
- SJR37 : Batucada Capoeira
- SJR38 : Grupo Oba-Ilu - Santeria
- SJR40 : 100% Dynamite!
- SJR41 : 200% Dynamite!
- SJR42 : Barrio Nuevo
- SJR43 : 300% Dynamite!
- SJR45 : Nu Yorica Roots!
- SJR46 : 400% Dynamite!
- SJR47 : New Orleans Funk
- SJR48 : Studio One Rockers
- SJR49 : Philadelphia Roots
- SJR50 : Studio One Soul
- SJR52 : Osunlade - Paradigm
- SJR55 : 500% Dynamite!
- SJR56 : Studio One Roots
- SJR57 : In the Beginning There Was Rhythm
- SJR58 : Studio One DJ's
- SJR59 : Sandoz - Chant To Jah
- SJR60 : A Certain Ratio - Early
- SJR62 : Mantronix - That's My Beat
- SJR66 : Hustle! Reggae Disco
- SJR67 : Studio One Scorcher
- SJR72 : Miami Sound
- SJR74 : Nice Up the Dance
- SJR76 : Joe Gibbs - Joe Gibbs Productions
- SJR77 : New York Noise
- SJR80 : Jackie Mittoo and The Soul Brothers - Last Train to Skaville
- SJR82 : British Hustle
- SJR83 : Arthur Russell - The World of Arthur Russell
- SJR84 : 600 % Dynamite!
- SJR85 : Studio One Ska
- SJR88 : Hu Vibrational - Beautiful
- SJR89 : Studio One Dub
- SJR90 : Konk - The Story of Konk
- SJR91 : Ammon Contact - Beat Tape Remixes
- SJR93 : Chicago Soul
- SJR94 : Bell - Seven Types of Six
- SJR96 : Studio One Classics
- SJR97 : Studio One Funk
- SJR98 : The Sound of Philadelphia
- SJR100 : The Gallery
- SJR101 : Burning Spear - Sounds from the Burning Spear
- SJR102 Studio One Disco Mix
- SJR104 : Sugar Minott - Sugar Minott at Studio One
- SJR105 : Spirits of Life - Haitian Vodou
- SJR107 : Soul Gospel
- SJR110 : New Thing!
- SJR111 : Acid
- SJR112 : The Sexual Life of the Savages
- SJR113 : Mark Stewart - Kiss the Future
- SJR114 : Studio One Roots 2
- SJR115 : Microsolutions #1
- SJR116 : Studio One Lovers
- SJR117 : As Mercenárias - The Beginning of the End of the World
- SJR118 : Tropicalia
- SJR120 : Tom Moulton - A Tom Moulton Mix
- SJR121 : Studio One Women
- SJR122 : Steve Reid Ensemble - Spirit Walk
- SJR125 : Big Apple Rappin'
- SJR126 : New York Noise Vol. 2
- SJR127 : Sound Dimension - Jamaica Soul Shake Vol. 1
- SJR128 : Studio One Soul 2
- SJR129 : Soul Gospel Vol. 2
- SJR130 : Sandoz - Live in the Earth
- SJR132 : Rekid - Made in Menorca
- SJR133 : The Sisters Love - Give Me Your Love
- SJR136 : Tumba Francesa - Afro-Cuban Music from the Roots
- SJR137 : Studio One DJ's 2
- SJR138 : ESG - Keep On Moving
- SJR139 : Hu Vibrational - Universal Mother
- SJR140 : Sand - The Dalston Shroud
- SJR143 : Studio One Scorcher 2
- SJR144 : Cinco Anos Despue (5 Years On)
- SJR146 : Dynamite! Dancehall Style
- SJR147 : New York Noise Vol. 3
- SJR148 : Studio One Rude Boy
- SJR150 :   ESG - Come Away With...
- SJR151 : Studio One Groups
- SJR153 : Do It Yourself
- SJR154 : Studio One Rub-a-dub
- SJR158 : New York Latin Hustle!
- SJR159 : Rumble in the Jungle
- SJR161 : Box of Dub - Dubstep and Future Dub
- SJR162 : Drums of Cuba - Afro-Cuban Music From the Roots
- SJR164 : Brazil 70 - After Tropicalia
- SJR167 : ESG - A South Bronx Story 2 - Collector's Edition: Rarities
- SJR168 : Studio One Roots Vol. 3
- SJR170 : Singles 2006-2007
- SJR171 : Jamaica Funk - Original Jamaican Soul and Funk 45's
- SJR172 : Box of Dub 2 - Dubstep and Future Dub
- SJR177 : An England Story
- 2012 : Studio One Sound [4]
- 2014 : Studio One Rocksteady [5]
- 2017 : Studio One Rocksteady 2[2],[6]
- 2018 : Studio One Black Man’s Pride 2[7]